# Jason Schwartzman
Jason Francesco Schwartzman (Los Angeles, 26 giugno 1980) è un attore, sceneggiatore e batterista statunitense.

## Biografia
Figlio dell'attrice Talia Shire (nata Talia Rose Coppola), sorella minore del celebre cineasta Francis Ford Coppola, e del suo secondo marito, il produttore Jack Schwartzman (1932-1994), è il fratello dell'attore e cantante Robert Schwartzman e fratellastro del direttore della fotografia John Schwartzman, oltreché cugino di Nicolas Cage e dei registi Roman e Sofia Coppola. È, dunque, di origini ebraico-polacche da parte di padre ed italiane (più precisamente di Bernalda, in provincia di Matera, e di Napoli) da parte di madre. Suo padre morì quando aveva 14 anni per un tumore al pancreas.

### Carriera

#### Musica
Nel 1994, quando aveva quattordici anni, ha co-fondato i Phantom Planet. Ha abbandonato la formazione nel 2003. Ha lasciato il gruppo per la carriera di attore, venendo sostituito come batterista da Jeff Conrad. Ha anche accompagnato il musicista statunitense Andrew Bird nel suo tour europeo del 2009. Una delle canzoni di Schwartzman, The West Coast, è stata inserita nella colonna sonora della quarta stagione della serie The O.C. (il brano è presente nel decimo episodio, La stagione delle pesche). Schwartzman aveva già collaborato alla colonna sonora del telefilm quando era il batterista dei Phantom Planet: la canzone più famosa del gruppo, California, è stata utilizzata come sigla di The O.C..

#### Recitazione
Debutta come attore nel film Rushmore, seguito da CQ, S1m0ne con Al Pacino, I Heart Huckabees - Le strane coincidenze della vita, Vita da strega con Nicole Kidman, Marie Antoinette diretto dalla cugina Sofia Coppola, dove interpreta Luigi XVI di Francia al fianco di Kirsten Dunst e interpreta il cattivo Gideon Graves nel film Scott Pilgrim vs. the World. Dal 2009 al 2011 è protagonista della serie televisiva HBO Bored to Death - Investigatore per noia, in cui veste i panni dello scrittore in crisi Jonathan Ames che per noia si improvvisa investigatore privato.

## Vita privata
Nel 2009 ha sposato la direttrice artistica Brady Cunningham, con cui era fidanzato da molti anni. Hanno avuto due figlie: Marlowe Rivers (2010) e Una (2014). È vegano.

## Discografia

### Discografia solista

#### Come Jason Schwartzman

##### Singoli
- 2002 – Dead or Anything (con Dando, Lee, Peterson)
- 2015 – Alone on Christmas Day (con i Phoenix, Bill Murray, Paul Shaffer e Buster Poindexter)

#### Come Coconut Records

##### Album in studio
- 2006 – Nighttiming
- 2009 – Davy

##### Singoli
- 2010 – Bored To Death

### Nei gruppi

#### Con i Phantom Planet

##### Album in studio
- 1998 – Phantom Planet Is Missing
- 2002 – The Guest
- 2003 – Phantom Planet

### Extended play
- 2001 – Live

### Singoli
- 2002 – California
- 2002 – The Happy Ending/Clockwork
- 2004 – Big Brat

## Colonne sonore
- Goats, regia di Christopher Neil (con Woody Jackson)

## Filmografia

### Attore

#### Cinema
- Rushmore, regia di Wes Anderson (1998)
- CQ, regia di Roman Coppola (2001)
- I Tenenbaum, Regis di Wes Anderson (2001)
- Slackers, regia di Dewey Nicks (2002)
- Spun, regia di Jonas Åkerlund (2002)
- S1m0ne, regia di Andrew Niccol (2002)
- Just Like Mona, regia di Joe Pantoliano (2003)
- I ♥ Huckabees - Le strane coincidenze della vita (I ♥ Huckabees), regia di David O. Russell (2004)
- Guida galattica per autostoppisti (The Hitchhiker's Guide to the Galaxy), regia di Garth Jennings (2005) - cameo non accreditato
- Vita da strega (Bewitched), regia di Nora Ephron (2005)
- Shopgirl, regia di Anand Tucker (2005)
- Marie Antoinette, regia di Sofia Coppola (2006)
- Il treno per il Darjeeling (The Darjeeling Limited), regia di Wes Anderson (2007)
- Walk Hard - La storia di Dewey Cox (Walk Hard: The Dewey Cox Story), regia di Jake Kasdan (2007) - cameo non accreditato
- Funny People, regia di Judd Apatow (2009)
- Un microfono per due (The Marc Pease Experience), regia di Todd Louiso (2009)
- Scott Pilgrim vs. the World, regia di Edgar Wright (2010)
- Moonrise Kingdom - Una fuga d'amore (Moonrise Kingdom), regia di Wes Anderson (2012)
- A Glimpse Inside the Mind of Charles Swan III, regia di Roman Coppola (2012)
- Saving Mr. Banks, regia di John Lee Hancock (2013)
- Listen Up Philip, regia di Alex Ross Perry (2014)
- Grand Budapest Hotel (The Grand Budapest Hotel), regia di Wes Anderson (2014)
- Big Eyes, regia di Tim Burton (2014)
- The Overnight, regia di Patrick Brice (2015)
- 7 Chinese Brothers, regia di Bob Byington (2015)
- Dreamland, regia di Robert Schwartzman (2016)
- Il re della polka, regia di Maya Forbes e Wallace Wolodarsky (2017)
- Golden Exits, regia di Alex Ross Perry (2017)
- Wine Country, regia di Amy Poehler (2019)
- Nessuno di speciale (Mainstream), regia di Gia Coppola (2020)
- The French Dispatch of the Liberty, Kansas Evening Sun, regia di Wes Anderson (2021)
- Asteroid City, regia di Wes Anderson (2023)
- Hunger Games - La ballata dell'usignolo e del serpente (The Hunger Games: The Ballad of Songbirds and Snakes), regia di Francis Lawrence (2023)
- Quiz Lady, regia di Jessica Yu (2023)
- Megalopolis, regia di Francis Ford Coppola (2024)
- The Last Showgirl, regia di Gia Coppola (2024)
- Queer, regia di Luca Guadagnino (2024)

#### Televisione
- Sabrina, vita da strega (Sabrina, the Teenage Witch) - serie TV, episodio 3x08 (1998)
- Freaks and Geeks - serie TV, episodio 1x07 (2000)
- Cracking Up - serie TV, 7 episodi (2004-2006)
- Bored to Death - Investigatore per noia (Bored to Death) - serie TV, 24 episodi (2009-2011)
- Sesamo apriti - serie TV, 1 episodio (2011)
- Parks and Recreation - serie TV, 2 episodi (2013)
- Drunk History - serie TV, 1 episodio (2013)
- Ghost Ghirls - serie TV, 1 episodio (2013)
- Tim and Eric's Bedtime Stories - serie TV, 1 episodio (2014)
- Mozart in the Jungle - serie TV, 8 episodi (2014-2016)
- Wet Hot American Summer: First Day of Camp – miniserie TV, 7 episodi (2015)
- Blunt Talk - serie TV, 2 episodi (2015)
- A Very Murray Christmas - film TV (2015)
- Wet Hot American Summer: Ten Years Later – miniserie TV, 4 puntate (2017)
- Fargo – serie TV, 11 episodi (2020-2023)

#### Cortometraggi
- Odessa or Bust, regia di Brian Herskowitz - cortometraggio (2001)
- Julius and Friends: Hole in One, regia di Michael Adamo e Obie Scott Wade - cortometraggio (2001)
- Julius and Friends: Yeti, Set, Go, regia di Obie Scott Wade - cortometraggio (2002)
- Hotel Chevalier, regia di Wes Anderson - cortometraggio (2007)
- Fight for Your Right Revisited, regia di Adam Yauch - cortometraggio (2011)
- Scott Pilgrim vs. the World vs. Funny or Die, regia di Alex Fernie - cortometraggio (2010)
- Cousin Ben Troop Screening with Jason Schwartzman, regia di Wes Anderson - cortometraggio (2012)
- Star Wars Cantina Karaoke, regia di Paul Bonanno (2013)
- Castello Cavalcanti, regia di Wes Anderson - cortometraggio (2013)

### Doppiatore
- Julius and Friends: Bear in the Bubble, regia di Obie Scott Wade - cortometraggio (2002)
- Julius and Friends: Vinyl Invasion, regia di Obie Scott Wade - cortometraggio (2003)
- Julius and Friends: Plastic Surgeory, regia di Obie Scott Wade - cortometraggio (2003)
- The X's - serie TV, episodio 1x05 (2005)
- Fantastic Mr. Fox, regia di Wes Anderson (2009)
- Scott Pilgrim vs. The Animation - cortometraggio (2010) - non accreditato
- Out There - serie TV, 2 episodi (2013)
- Klaus - I segreti del Natale, regia di Sergio Pablos (2019)
- Spider-Man: Across the Spider-Verse, regia di Kemp Powers (2023)
- Scott Pilgrim - La serie (Scott Pilgrim Takes Off) - serie animata, 6 episodi (2023)

### Sceneggiatore
- Il treno per il Darjeeling (The Darjeeling Limited), regia di Wes Anderson (2007)
- Mozart in the Jungle - serie TV, 10 episodi (2014) - anche co-ideatore
- L'isola dei cani (Isle of Dogs), regia di Wes Anderson (2018) - soggetto
- The French Dispatch of the Liberty, Kansas Evening Sun, regia di Wes Anderson (2020) - soggetto

### Produttore esecutivo
- Teenage, regia di Matt Wolf - documentario (2013)
- Mozart in the Jungle - serie TV, 10 episodi (2014)

### Colonne sonore
- Funny People, regia di Judd Apatow (2009)

## Doppiatori italiani
Nelle versioni in italiano delle opere in cui ha recitato, Jason Schwartzman è stato doppiato da:
- Emiliano Coltorti in Hotel Chevalier, Il treno per il Darjeeling, Scott Pilgrim vs. the World, Moonrise Kingdom - Una fuga d'amore, Saving Mr. Banks, Grand Budapest Hotel, Big Eyes, Wet Hot American Summer: First Day of Camp, Wet Hot American Summer: Ten Years Later, Between Two Ferns - Il Film, Fargo, The French Dispatch of the Liberty, Kansas Evening Sun, Nessuno di speciale, Asteroid City, Megalopolis
- Roberto Gammino in Vita da strega, Marie Antoinette, Wine Country
- David Chevalier in Rushmore, Shopgirl
- Alessandro Zurla in Mozart in the Jungle, Hunger Games - La ballata del serpente e dell'usignolo
- Edoardo Stoppacciaro in Bored to Death - Investigatore per noia, Queer
- Massimiliano Manfredi in I ♥ Huckabees - Le strane coincidenze della vita
- Stefano Crescentini in Funny People
- Stefano Brusa in Spun
- Corrado Giustozzi in Guida galattica per autostoppisti
- Renato Novara in Un microfono per due
- Luca Ghignone in The Overnight
- Christian Iansante in Medical Police
- Gabriele Sabatini in The Last Showgirl

Da doppiatore è sostituito da:
- Emiliano Coltorti in Spider-Man: Across the Spider-Verse, Scott Pilgrim - La serie
- Manuel Meli in Fantastic Mr. Fox
- Marco Mengoni in Klaus - I segreti del Natale
- Saverio Raimondo in Digman!